# Караташ
Караташ (тур. Karataş) — город и район в турецком иле Адана, в 47 км от города Адана. В районном центре проживает порядка 9 тысяч человек (данные переписи 2004 года), в окружающих деревнях — порядка 23 тысяч человек.

## История
Люди жили в этих местах с древнейших времён. Город входил в состав разных государств; в итоге он попал в состав Османской империи.